# Aeroportul Sao Miguel Do Oeste
Aeroportul Sao Miguel Do Oeste (IATA: SQX, ICAO: SSOE) este un aeroport din Santa Catarina, Brazilia ce deservește zona São Miguel do Oeste. Aeroportul a fost tranzitat în 2022 de 43 de pasageri.
Situat la o altitudine de 665 m, aeroportul dispune de 1 pistă.

## Infrastructură

### Piste
Aeroportul dispune de o singură pistă. Pista 17/35 are suprafața de asfalt și dimensiunile 1.260 m × 18 m. 